# كارفالهوبوليس
كارفالهوبوليس بلدية في ولاية ميناس جيرايس في المنطقة الجنوبية الشرقية من البرازيل.